# Ypthima iris
Ypthima iris är en fjärilsart som beskrevs av John Henry Leech 1892-1894. Ypthima iris ingår i släktet Ypthima och familjen praktfjärilar. Inga underarter finns listade i Catalogue of Life.